# Koffermoord (1939)
De koffermoord uit 1939 was een spraakmakende Nederlandse moordzaak, die aan het rollen werd gebracht toen er een koffer met daarin een romp werd gevonden. 
Hoewel de moordenaar is opgespoord en veroordeeld, is de zaak nooit volledig opgelost omdat het lichaam van het slachtoffer slechts gedeeltelijk is gevonden en daarnaast de exacte motieven van de dader nooit helemaal duidelijk zijn geworden, al lagen die duidelijk in de relationele sfeer.

## Achtergrond
Op 10 september 1939 werd er ter hoogte van Terschuur langs de snelweg een hutkoffer gevonden met daarin de romp van een vrouw. Daarnaast zaten er wat kleren in. Dankzij een wasnummertje kwam de politie erachter, na melding van de herkenning van dit wasnummertje door de zuster van Marie Koorens, dat de romp hoogstwaarschijnlijk toebehoorde aan Maria Johanna (Marie) Koorens, meisjesnaam Teeuwisse, de sinds enige weken vermiste vrouw van de hofmeester 3e klasse Petrus Lambertus Koorens, die voor de Stoomvaart-Maatschappij Nederland werkte. 
Op 5 juli was Koorens met de Johan de Witt vertrokken naar Batavia. De hofmeester had zelf eerder verteld dat zijn vrouw hem had verlaten. Politieonderzoek in de woning, waar de moord had plaatsgevonden, had bloedsporenonderzoek uitgewezen, dat Koorens hierbij betrokken zou zijn geweest. Op 8 augustus ging daarom vanuit Nederland telegrafisch een verzoek uit tot aanhouding van Koorens, maar de Johan de Witt was inmiddels, met Koorens aan boord, naar Semarang verder gevaren. Hier werd hij, na bezoek aan een bar, na onderzoek van op zijn drinkglas achtergelaten vingerafdrukken, die overeenkwamen met eerdere van hem gevonden vingerafdrukken, op 12 augustus gearresteerd en onder politiebegeleiding aan boord van de Marnix van St.Aldegonde naar Amsterdam terug vervoerd.

Na een oponthoud door de uitgebroken oorlog arriveerde Koorens uiteindelijk op 27 oktober in Amsterdam, waar hij op 3 november, na kort te zijn gehoord door de Officier van Justitie, reeds bekende dat hij zijn vrouw in de nacht van 22 op 23 juni in de keuken met messteken had bewerkt, nadat hij eerder een relatie had gekregen met een meisje in Nederlands-Indië met wie hij inmiddels brieven uitwisselde. Er zijn aanwijzingen dat hij met haar wilde gaan samenleven. Op de bewuste avond hadden hij en zijn vrouw hierover ruzie gekregen, waarna hij haar naar eigen zeggen met haar hoofd tegen de kachelplaat had gegooid, zonder de intentie te hebben haar te doden. Koorens beweerde dat ze daarop op slag dood was, waarna hij haar kleding in een handkoffer had gestopt en daarna het dode lichaam met een mes had bewerkt en in stukken gesneden en in een hutkoffer en een handkoffer gestopt. De koffers had hij, speciaal voor dit doel, op 23 juni aangeschaft. De hutkoffer had hij op 1 juli, op weg naar zijn zuster in Deventer, langs de weg gedumpt. Een handkoffer met de kleding had hij op 30 juni in bewaring gegeven op het Centraal Station Amsterdam, terwijl de andere handkoffer, waar het hoofd en de ledematen in zaten, nooit is teruggevonden. Algemeen wordt aangenomen dat de hofmeester deze koffer bij zijn vertrek naar Batavia mee aan boord heeft genomen en tijdens de reis in zee heeft geworpen; een van zijn medepassagiers maakte melding van een opvallende stank van verrotting in Koorens' hut. 
De sectie op de romp wees echter uit dat het erg onwaarschijnlijk was dat Marie Koorens, al dood was op het moment dat ze was gestoken, gezien de hoeveelheid bloed in de borstholte. Koorens advocaat, F.A. Kokosky, opperde tijdens het proces niettemin de mogelijkheid van een 'eierschedel' om Koorens versie van het verhaal aannemelijk te maken.  Een jaar eerder was er bij een andere strafzaak, bekend als het Pantoffel-eierschedel-arrest, iets soortgelijks voorgevallen. Uiteindelijk kon dus niet met zekerheid worden aangetoond dat de hofmeester zijn vrouw opzettelijk met messteken om het leven had gebracht, aangezien er delen van het lijk ontbraken en er verder  ook geen rechtstreekse getuigen waren. Koorens werd op 9 mei 1940 dan ook niet veroordeeld wegens moord, maar wegens doodslag. Hij kreeg 15 jaar gevangenisstraf, en nog eens 6 maanden erbij wegens het verbergen van het lijk. Aanvankelijk was er levenslang tegen hem geëist.

## Media
De zaak werd in de kranten al snel bekend als "de koffermoord", en later als "de koffermoord van 1939". Inmiddels zijn er meer moordzaken geweest waarbij een koffer was betrokken.